# Bundespräsidium

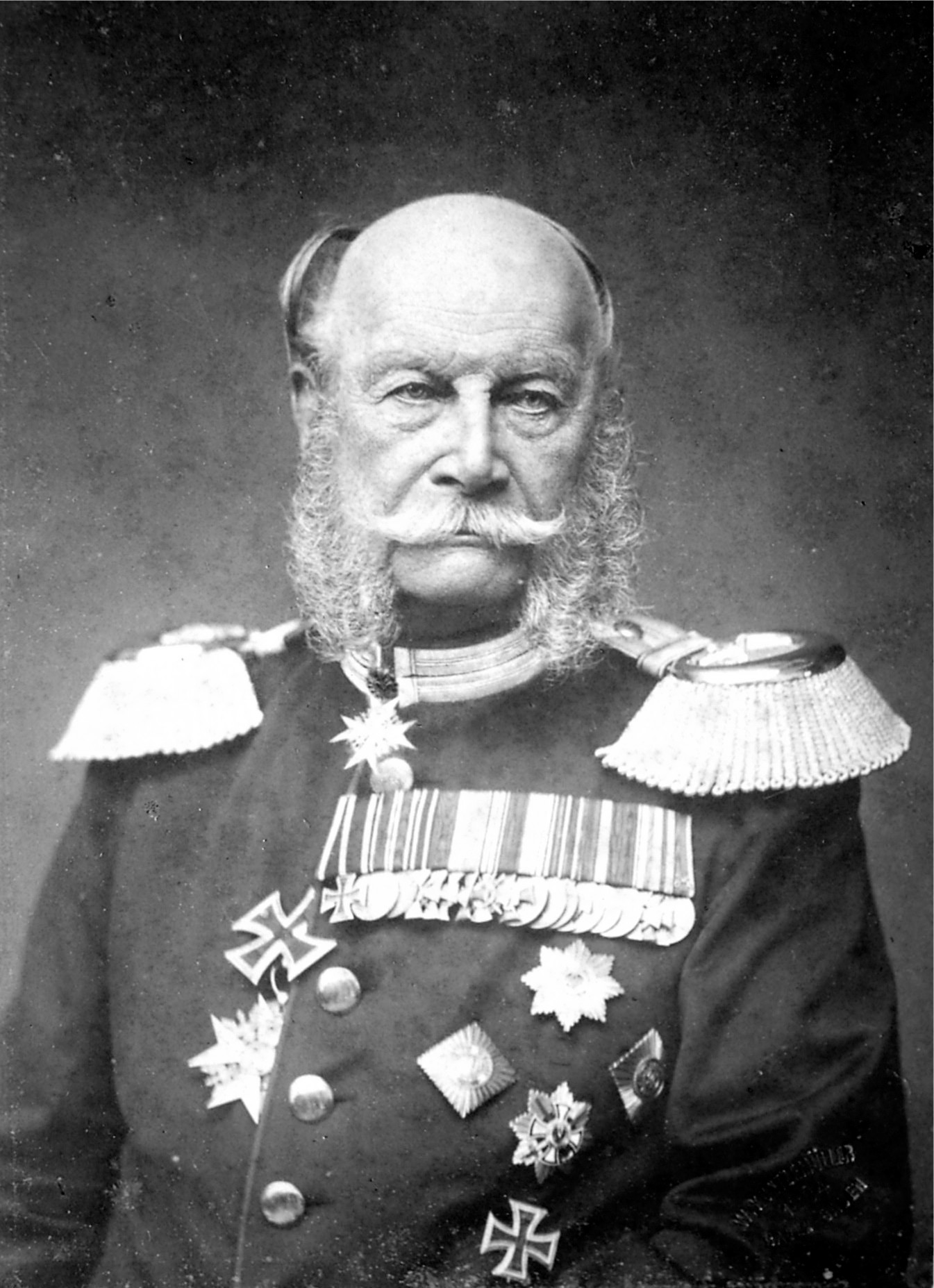
Wilhelm I., vanaf 1861 koning van Pruisen, oefende het enige „Präsidium des Bundes“ uit in het korte tijdperk van de Noord-Duitse Bond. Vanaf 1871 was het Bundespräsidium ook verbonden met de titel van keizer.

Präsidium des Bundes of Bundespräsidium (presidium van de bond, federaal presidium) was een functie in de Duitse constitutionele geschiedenis.
In de Duitse Bond (1815–1866) was de Oostenrijkse afgezant de voorzitter van de Bondsdag, het enige orgaan van de Duitse Bond. Daarom werd Oostenrijk de Präsidialmacht van de Duitse Bond genoemd. Oostenrijk of de Oostenrijkse keizer was echter niet het hoofd van de Duitse Bond; deze statenbond had helemaal geen staatshoofd. Het Oostenrijkse lid van de Bondsdag was verantwoordelijk voor de goede afloop van de processen in de Bondsdag maar had door zijn positie geen extra formele macht.
De Noord-Duitse Bond van 1867 was een federale staat. Officieel was er geen staatshoofd, maar het grondwettelijke Präsidium des Bundes of Bundespräsidium had die functie in de praktijk. Volgens de grondwet oefende de koning van Pruisen steeds dit ambt uit. In het Bundespräsidium was de uitvoerende macht ondergebracht; het had de controle over de buitenlandse politiek, benoemde de Bondskanselier en het kon op verzoek van de Bondsraad de Rijksdag ontbinden.
De functieaanduidingen werden gekozen om de sterke positie van de koning minder te benadrukken en om bij de traditie van de Duitse Bond aan te sluiten. Otto von Bismarck, de hoofdpersoon bij de oprichting van de Noord-Duitse Bond, wilde daarmee ook een titel zoals 'bondspresident' voorkomen omdat die té republikeins zou klinken. De uitdrukkingen waren echter omslachtig en onhandig in het diplomatiek verkeer. Begin 1870 poogde Bismarck om een keizerstitel te introduceren maar hij ving daarmee bot, ook bij koning Wilhelm.
In 1871 werd de Noord-Duitse Bond uitgebreid en hernoemd tot Duitse Rijk, waarbij het Bundespräsidium een bijkomende titel kreeg: Deutscher Kaiser. De bevoegdheden veranderden daardoor niet.
Met de Novemberrevolutie eindigde op 9 november 1918 het keizerrijk en ook het ambt van Bundespräsidium c.q. keizer.